# Château de Sélys-Longchamps
Ne doit pas être confondu avec Hôtel de Sélys-Longchamps.
Le château de Sélys-longchamps appelé aussi château de Longchamps est un château classé de la ville belge de Waremme dans la province de Liège.
Une petite partie du château appelée la tente Napoléon est classée depuis 2022 sur la liste du patrimoine exceptionnel de la Région wallonne.

## Localisation
Le château et son domaine se situent au no 112 de la rue Edmond de Sélys-Longchamps, au sud-ouest de la vile hesbignonne de Waremme. Le Geer coule une cinquante de mètres derrière le château.

## Histoire
Ce domaine est la propriété au milieu du XVe siècle de la famille de Fastré de la Neuville, dite de Longchamps, Un premier château dont l'époque de la construction est inconnue mais dont il reste quelques vestiges reste dans la famille de Longchamps jusqu'en 1710 quand Marie-Françoise de Longchamps, épouse de Charles Jean-Baptiste de Fabritius puis lègue la propriété à sa fille Marie-Catherine Françoise de Fabritius. Celle-ci ayant épousé Waltère de Sélys, la propriété passe dès lors aux barons de Sélys-Longchamps. 
Le château est bâti pour Michel-Laurent de Sélys (1759-1837), qui fut président de la nouvelle administration municipale de Liège en 1795, l’année de la réunion de la principauté de Liège à la France, et maire en 1800, sous le Consulat.  Michel Laurent de Sélys Longchamps avait épousé Marie Denise Gandolphe, née à Paris le 19 mars 1777 et décédée au château de Longchamps sous le Second Empire, le 28 octobre 1857. Marie Denise était fille de Mathieu Joseph Gandolphe et de Denise Jacqueline d’Aran des Castans. Michel-Laurent de Sélys-Longchamps demande les plans d'un nouveau château à l'architecte parisien Aimé Dubois. La réalisation est confiée à l'entrepreneur liégeois Duckers et au sculpteur figuriste parisien Mongin. La construction du château est terminée en 1810. De belles fêtes s’y tinrent au temps de l’Empereur.

## Description

### Architecture
La façade avant (façade sud) donnant sur la cour d'honneur et la drève se compose au centre d'un corps de logis, à gauche de la pièce dite la tente napoléonienne et, à droite, d'une annexe. Le bâtiment est réalisé en briques enduites de calcaire de couleur blanche.
Le corps de logis possède sept travées (la travée centrale et les travées latérales sont plus larges) sur deux niveaux et demi, bordées de harpes d'angle. L'entrée axiale se compose d'une porte d'entrée avec baie d'imposte cintrée, de quatre colonnes de style ionique, de refends et de deux grands médaillons circulaires avec les initiales entrelacées SL de Sélys-Longchamps. L'ensemble supporte le balcon du premier étage. 
À droite du corps de logis et en ressaut, l'annexe possède trois travées sur deux niveauxet se raccorde à l'aile nord-est comprenant les écuries. Devant cette aile, se situe un autre bâtiment de plan rectangulaire de sept travées sur deux niveaux et demi de style néo-classique construit dans la seconde moitié du XIXe siècle.

### Tente Napoléon
Adossée à gauche du corps de logis et sans doute contemporaine à la construction principale, une pièce originale d'un seul niveau appelée la tente Napoléon jouxte le bâtiment principal. Ce pavillon reproduit en dur la tente de bivouac de Napoléon Bonaparte pendant la campagne d'Égypte (1798-1801). Il est percé de cinq portes-fenêtres rectangulaires entourées à l'extérieur d'une imitation de draperie. À l'intérieur, un encadrement de stuc imite aussi les tentures drapées. Les seuils sont prolongés en bandeaux moulurés et les boiseries forment des losanges colorés. Cette curiosité architecturale a fait l'objet d'une restauration extérieure puis intérieure de 2015 à 2022 et est classée depuis 2022 sur la liste du patrimoine exceptionnel de la Région wallonne.

### Intérieur
À l’intérieur, dès le vestibule, les lignes classiques s’imposent dans les encadrements de portes en marbre gris, les frontons triangulaires, les bronzes ciselés aux lignes grecques. La grande salle à manger porte des décors simulant des marbres citrons, couronnés d’une frise en camaïeu gris où jouent des amours, mutins et gracieux, relevant encore du style Louis XVI. Une niche, où s’abrite un Adonis dans une posture avantageuse, complète cet ensemble de qualité. Nous y trouvons un mobilier Empire : une console-desserte, une paire de crédences, deux fauteuils et des chaises. Dans le salon, ce sont plusieurs pièces d’un excellent mobilier, également premier Empire, exécuté à Paris et comprenant huit chaises, huit fauteuils et un divan.
Un des types du fauteuil avec têtes de l’égyptienne rappelle les sièges remarquables de Fontainebleau. Une table-guéridon Louis XVI en invoque une autre, estampillée Dubois. Mentionnons enfin un lavabo-athénienne à décor, en bois doré.
À l’étage, des chambres sont parées de palmettes, de grecques et de colonnettes. On verra à Longchamps bien d’autres meubles, ainsi que des céramiques (particulièrement un bel ensemble de pièces en porcelaine française du premier quart du XIXe siècle), de l’argenterie et des tableaux. Les pièces d’une partie d’un service, dont le complément appartient à une autre branche Sélys, proviendraient d’après la tradition, du service donné par Napoléon Ier au général français Loison, qui habita le château de Chokier sous l’Empire. La baronne Michel de Sélys Longchamps veille avec bonheur sur la vaste résidence de l’ancien maire de Liège.

### Drève

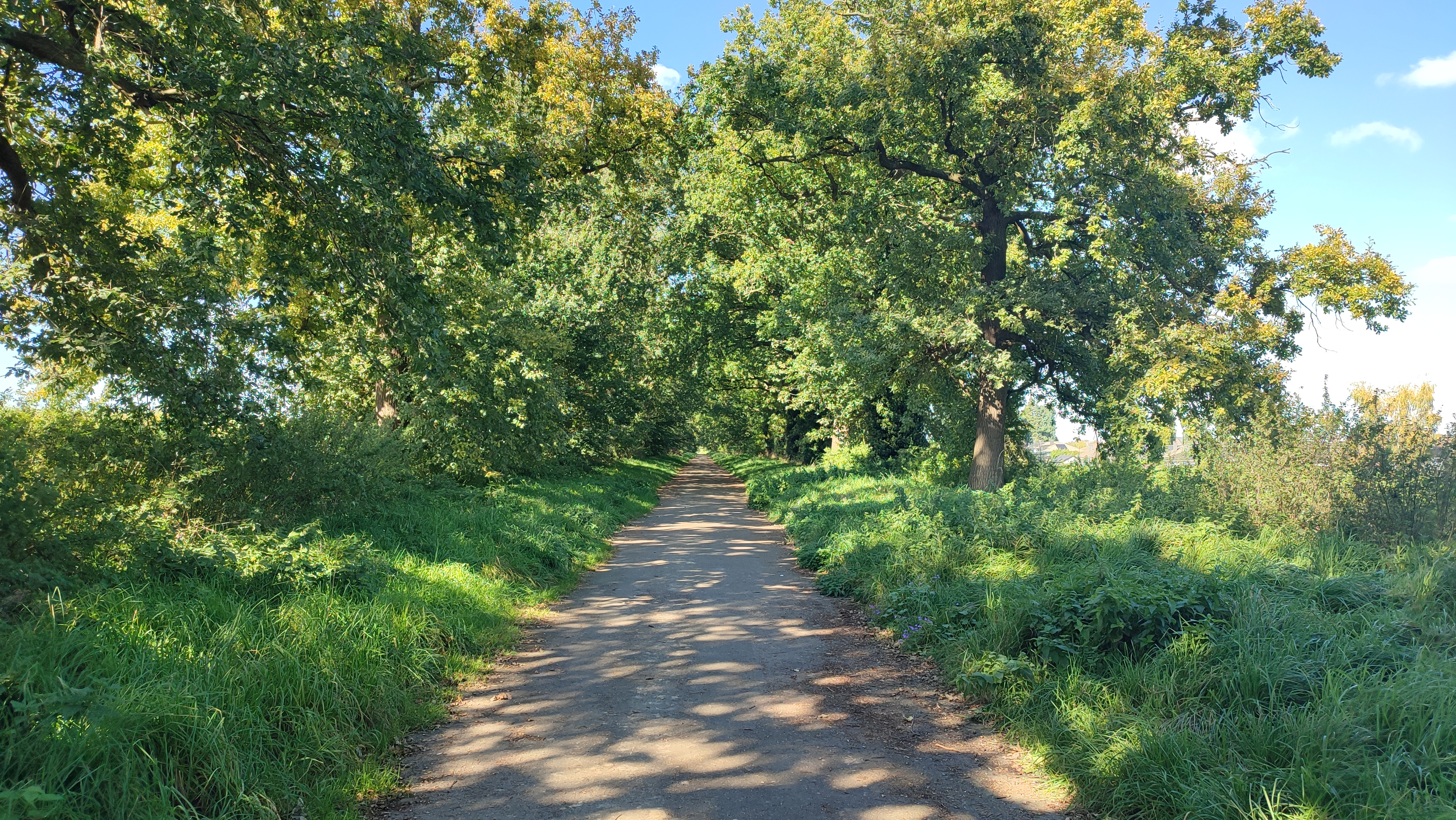
Drève de Longchamps

Tracée perpendiculairement à la façade avant du château, la drève classée a une longueur totale d'environ 920 mètres. Elle croise à angle droit, à une centaine de mètres du château, la rue Edmond de Sélys-Longchamps.